# Sulaiman Said Al-Shukaili
Sulaiman Said Al-Shukaili (en árabe: سليمان سعيد سيف الشكيلي‎; Omán; 29 de octubre de 1984) es un exfutbolista de Omán que jugaba en la posición de defensa.

## Carrera

### Club
| Periodo   | Club          |
| --------- | ------------- |
| 2003–2006 | Muscat Club   |
| 2006–2008 | Al-Salmiya SC |
| 2008–2011 | Muscat Club   |
| 2011–2018 | Fanja SC      |

### Selección nacional
Jugó para Omán en tres ocasiones de 2003 a 2008, participó en los Juegos Asiáticos de 2006 y la Copa Asiática 2007.

## Logros
- Liga Profesional de Omán (3): 2005-06, 2011-12, 2015-16
- Copa del Sultán Qabus (1): 2013-14
- Copa de la Liga de Omán (1): 2014-15
- Supercopa de Omán (4): 2004, 2005, 2012, 2015